# NGC 7750
NGC 7750 је спирална галаксија у сазвежђу Рибе која се налази на NGC листи објеката дубоког неба.
Деклинација објекта је + 3° 47' 59" а ректасцензија 23h 46m 37,8s. Привидна величина (магнитуда) објекта NGC 7750 износи 12,8 а фотографска магнитуда 13,5. Налази се на удаљености од 38,427 милиона парсека од Сунца. NGC 7750 је још познат и под ознакама UGC 12777, MCG 1-60-34, CGCG 381-43, CGCG 407-56, IRAS 23440+0331, PGC 72367.